# Líbeznice
Líbeznice är en ort i Tjeckien.   Den ligger i regionen Mellersta Böhmen, i den centrala delen av landet, 13 km norr om huvudstaden Prag. Líbeznice ligger 233 meter över havet och antalet invånare är 1 290.
Terrängen runt Líbeznice är platt. Runt Líbeznice är det mycket tätbefolkat, med 1 754 invånare per kvadratkilometer. Närmaste större samhälle är Prag, 12,6 km söder om Líbeznice. Trakten runt Líbeznice består till största delen av jordbruksmark.